# 2002 K리그 자유선발
2002년도 K리그는 구단별 자유계약제로 신인선수를 선발하였다. 총 107명의 신인선수가 등록되었다.
| 팀                 | 지명선수 |
| ------------------ | --- |
| 전남 드래곤즈      | 김승현, 노병준, 이정래, 김요환, 김강선, 김영광, 홍복표 장경진, 김인호, 홍성요, 김홍철, 염동균, 김동희, 김형주 박종우, 김성진 |
| 부천 SK            | 한동진, 이상홍, 남현우, 김정현, 박정주, 이종민, 정진성                                                                       |
| 성남 일화 천마     | 민경인, 서관수, 전재호, 김두영, 곽치국, 이정운, 노규영 최낙훈, 문성웅, 김경두, 김명휘                                        |
| 수원 삼성 블루윙즈 | 조병국, 고창현, 손대호, 하태근, 이종민, 김유진, 이관희 윤화평, 이선우, 김준, 이강진, 이태권, 안동원, 윤원일                  |
| 전북 현대 모터스   | 안광호, 박동혁, 이창민, 박관민, 이수철, 김창민, 심재원 김연건, 백인석, 문태혁, 임다한                                        |
| 부산 아이콘스      | 이규호, 전상배, 최광수, 김창오, 김용대                                                                                       |
| 울산 현대 호랑이   | 이천수, 박진섭, 유재형, 정성훈, 현영민, 장성욱, 김윤구 변성환, 이윤섭, 최인석, 이태유, 최무림, 조원희, 곽기훈 정주영, 제형진 |
| 포항 스틸러스      | 정종완, 남익경, 김석우, 이동식, 이창호, 이수길, 박길영 김광석, 성종현, 이상인, 김민규, 이중규                                |
| 안양 LG 치타스     | 이정수, 우진석, 박동석, 이준기, 박요셉, 김치곤, 안상현 정성호, 한동원, 조원광, 신현국, 이지남                                |
| 대전 시티즌        | 김민기, 이광진, 배성재, 강성일, 김광선                                                                                       |